# Yeah Yeah Yeahs (ep)
Yeah Yeah Yeahs er Yeah Yeah Yeahs' første ep. Den indeholder følgene fem numre:
- Miles Away
- Art star
- Mystery Girl
- Our Time
- Bang!